# إلين فاينستاين
إلين فاينستاين (بالإنجليزية: Elaine Feinstein) (24 أكتوبر 1930 في المملكة المتحدة - 23 سبتمبر 2019)؛ شاعرة وروائية بريطانية.

## روابط خارجية
- إلين فاينستاين على موقع IMDb (الإنجليزية)
- إلين فاينستاين على موقع الموسوعة البريطانية (الإنجليزية)